# テオドール・ヘンドリック・ファン・デ・フェルデ
テオドール・ヘンドリック・ファン・デ・フェルデ（Theodor Hendrik van de Velde、1873年2月12日 - 1937年4月27日）は、オランダの婦人科医。『完全なる結婚』を著した。

## 経歴
ハールレムで軍人の父親の下に生まれ、1899年に医学博士の学位を取得した。同年に3歳上のヘンリエッタと結婚したが、1909年に患者で8歳下のマルタ・ブレイテンステイン・フーグランドと恋に落ちた。この関係は周囲からも非難され、テオドールとマルタはヨーロッパ各地を転々とした。1913年にヘンリエッタと正式に離婚し、その5日後にギリシャのコルフ島でマルタと結婚した。その後、スイスのロカルノ近郊に移り住んだ。

## 人物
『結婚愛』を書いたマリー・ストープスをライバル視しており、再三彼女に言及した。『完全なる結婚』を書いた目的の一つは、『結婚愛』よりも優れた結婚入門書を書くことだった。